# 大塚健太
大塚 健太（おおつか けんた、1993年5月8日 - ）は、日本の元ラグビーユニオン選手。

## プロフィール
- 千葉県出身。
- 現役時代のポジションはプロップ(PR)。
- 身長 190cm、体重 127kg
- ニックネームは大ちゃん。
- トライリージョンズの東日本メンバーに選ばれたことがある[1]。

## 来歴
2012年、國學院久我山高校卒業後、慶應義塾大学に入る。なお國學院久我山高校時代、高校日本代表候補に選ばれた。
2016年、慶應義塾大学卒業後、ヤマハ発動機ジュビロ(現・静岡ブルーレヴズ)に加入。
2017年8月26日に行われたジャパンラグビートップリーグ第2節の豊田自動織機シャトルズ戦に途中出場で公式戦初出場を果たす。
2022年、現役を引退した。